# ТЕЦ Арад
ТЕЦ Арад — теплоелектроцентраль на заході Румунії.

## Перший етап
Виробництво електроенергії на майданчику в Араді почалось ще в 1897 році, коли тут стали до ладу два пиловугільні котли Simonis Lanz та три парові машини загальною потужністю 0,22 МВт. У 1907-му додали ще два котли Simonis Lanz і одну парову машину потужністю 0,37 МВт.
В 1910-му на станції вперше встановили парові турбіни. Від двох котлів виробництва BW продуктивністю по 4 тони пари на годину живилась турбіна компанії Zoelly потужністю 0,74 МВт, при цьому її генератор, як і все попереднє обладнання, виробляв однофазний струм. Ще два котли BW продуктивністю по 7 тони пари на годину приводили в дію парову турбіну потужністю 1,1 МВт, генератор якої був двофазним. Водночас демобілізували запущені в 19 столітті парові машини.
Нарешті, в 1915-му змонтували ще один котел BW продуктивністю 7 тони пари та турбогенератор потужністю 2,2 МВт, що довело загальний показник станції до 4,4 МВт.

## 1930—1950 роки
В 1935 та 1937 роках станцію підсилили двома паровими турбінами виробництва Erste Brunner (Перший Брненський машинобудівний завод) потужністю по 3 МВт, які приводили в дію трифазні генератори швейцарської компанії BBC. При цьому додали два котли BW продуктивністю по 14 тонн пари на годину, тоді як із попередніх продовжували працювати три котли з показниками по 7 тонн на годину. Так само залишалось в експлуатації двофазне обладнання, потужність якого номінували як 1,84 МВт.
В 1952-му додали комплект потужністю 2,5 МВт, який складався з обладнання угорських виробників — турбіни Lang та трифазного генератора Ganz. Після цього загальна потужність майданчика досягла 10,34 МВт (в тому числі 1,84 МВт двофазне обладнання).

## 1960—1980 роки
У 1963-му на майданчику встановили котел виробництва Барнаульського котельного заводу продуктивністю 75 тонн пари на годину (отримав станційний номер 6), а за два роки рік його доповнили котлом TKTI (станційний номер 7) з показником у 94 тони на годину (він був випущений ще в 1952-му та перед монтажем в Араді пройшов капітальний ремонт). При цьому в 1964-му генераторне обладнання підсилили паровою турбіною APT-12 потужністю 12 МВт.
Паралельно розгорнулось створення масштабної системи централізованого опалення, для якої до кінця 1970-х змонтували шість водогрійних котлів потужністю по 116 МВт — у 1963, 1964, 1971, 1977 (два) та 1980 роках. При цьому перші два з них, так само як і згадані вище парові котли № 6 та № 7, були розраховані на використання природного газу, який почав надходити з центральної частини країни по газопроводу Трансильванія – Арад. Водогрійні котли № 3 та № 4 могли споживати як газ, так і мазут, а № 5 та № 6 запроектували вже тільки під мазут.  
Водночас станом на кінець 1970-х все старе генеруюче обладнання, котре передувало турбіні APT-12, було виведене з експлуатації.

## Велика ТЕЦ
У 1980-х роках в Араді розпочали проект зведення ТЕЦ, яка повинна була мати три однотипні блоки з паровими котлами CR-1244 продуктивністю 420 тонн пари на годину, паровими турбінами DSL-50 потужністю 50 МВт та генераторами TH-60-2. Крім того, для забезпечення промислових споживачів повинні були встановити два парові котли продуктивністю по 100 тонн на годину. Все зазначене котельне обладнання мало працювати на лігніті.
Першими у 1989-му стали до ладу два менш потужні котли. В 1994-му запустили перший CR-1244, а наступного року почала робота пов'язана з ним турбіна. На другому блоці виконали значний обсяг робіт (станом на 2007-й — 60 %), проте в підсумку він так і не був завершений.
Станом на 2017-й рік турбіна АРТ-12 знаходилась у консервації.
Для видалення продуктів згоряння котли № 6 та № 7 мають димарі висотою по 28 метрів, тоді як кожен з великих водогрійних котлів, запущених у 1960-х — 1970-х роках, обладнали димарем висотою 55 метрів. Розрахований на використання вугілля блок № 1 використовує димар висотою 201 метр.